# Schirgiswalde
Schirgiswalde (górnołuż. Šěrachow) – dzielnica miasta Schirgiswalde-Kirschau w południowo-wschodnich Niemczech, w kraju związkowym Saksonia, w okręgu administracyjnym Drezno, w powiecie Budziszyn. W 2009 dzielnica zamieszkiwana była przez 2 883 osoby.

## Geografia
Schirgiswalde położone jest nad rzeką Sprewa (dopływ Haweli), ok. 12 km na południe od Budziszyna i ok. 5 km na północ od granicy czeskiej. Okolice dzielnicy to obszar z licznymi wzniesieniami.
W skład Schirgiswalde wchodzą: Neuschirgiswalde i Petersbach.

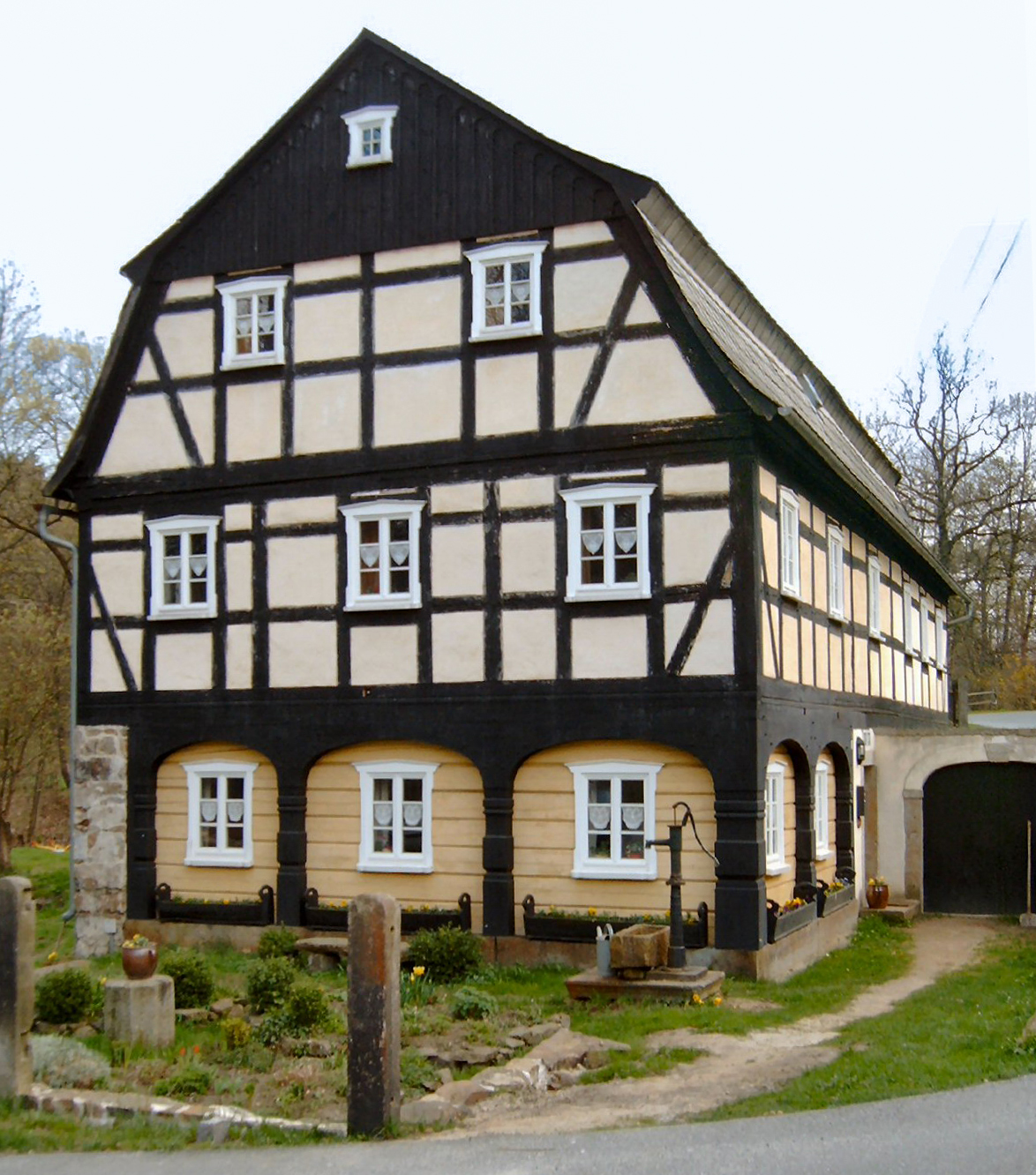
Zabytkowy młyn w Schirgiswalde

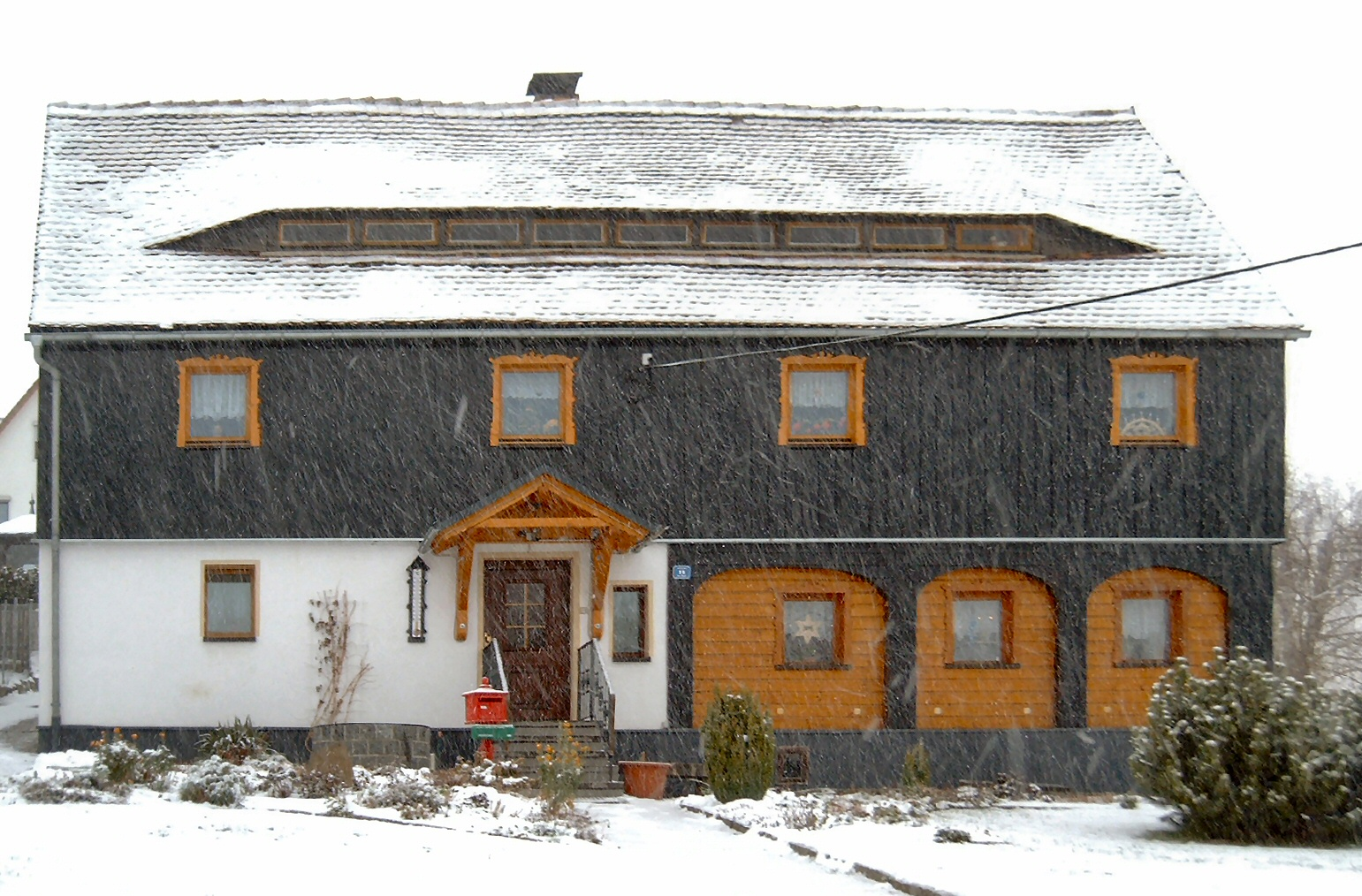
Zabudowania Schirgiswalde

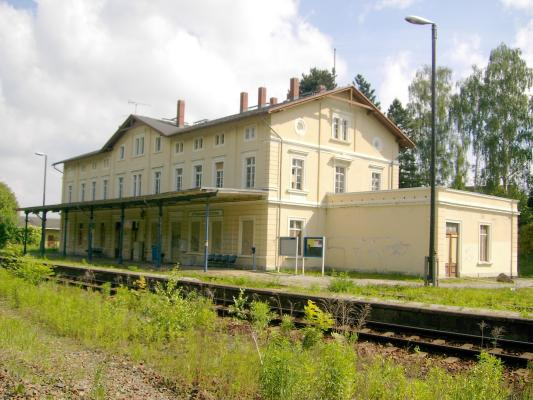
Dworzec kolejowy w Schirgiswalde

## Historia
Pierwsze wzmianki o miejscowości pochodzą z roku 1376. W czasie wojny trzydziestoletniej Schirgiswalde zostało całkowicie zniszczone i wyludnione. Mimo że w 1635 roku całe Łużyce Górne zostały włączone do Saksonii, Schirgiswalde pozostało czeską eksklawą. W czeskim władaniu pozostało do roku 1809. W latach 1809–1845 miasto stanowiło niezależną jednostkę administracyjną, a od 1845 stało się częścią Królestwa Saksonii.
Do 31 grudnia 2010 Schirgiswalde było siedzibą wspólnoty administracyjnej Schirgiswalde. Wspólnota ta w wyniku reformy administracyjnej została rozwiązana a trzy gminy tworzącą wspólnotę utworzyły miasto Schirgiswalde-Kirschau.

## Zabytki
- muzeum miejskie (Stadtmuseum) ze zbiorami charakterystycznych dla miasta eksponatów kultury materialnej
- barokowy kościół Wniebowzięcia Najświętszej Marii Panny (St. Mariä Himmelfahrt) z 1741 roku
- zabudowania rynku z charakterystycznymi dla miasta podcieniami

## Wydarzenia kulturalne
Do najważniejszych wydarzeń kulturalnych dzielnicy należą odbywające się co roku targi świąteczne (Schirgiswalder Nikolausmarkt), a także święto jabłek (Äppelfest).

## Osoby

### urodzone w Schirgiswalde
- Theodor Vogt (1835-1906) – pedagog,
- Wolfgang Vogt (1929-2006) – polityk,

### związane z dzielnicą
- Hermann Scheipers (1913-2016) – ksiądz, więzień obozu koncentracyjnego Dachau, od 2003 roku honorowy obywatel miasta

## Współpraca
Miejscowość partnerska:
- Sundern (Sauerland), Nadrenia Północna-Westfalia